# تپه بلند برج
تپه بلند برج در شهرستان مانه و سملقان، بخش مانه، دهستان اترک، ۱ کیلومتری شمال غرب روستای برج واقع شده و این اثر در تاریخ ۱۸ شهریور ۱۳۸۷ با شمارهٔ ثبت ۲۳۲۹۶ به‌عنوان یکی از آثار ملی ایران به ثبت رسیده است.